# Capnia arapahoe
Capnia arapahoe är en bäcksländeart som beskrevs av Nelson, C.R. och Boris C. Kondratieff 1988. Capnia arapahoe ingår i släktet Capnia och familjen småbäcksländor. Inga underarter finns listade i Catalogue of Life.